# Капела (Авелино)
Капела је насеље у Италији у округу Авелино, региону Кампанија.
Према процени из 2011. у насељу је живело 512 становника. Насеље се налази на надморској висини од 480 м.